# Attack of the Mutant Camels
Attack of the Mutant Camels (lett. "L'attacco dei cammelli mutanti"), chiamato anche AMC: Attack of the Mutant Camels a video e uscito come Advance of the Mega Camels in Nordamerica, è un videogioco sparatutto a scorrimento del 1983, creato dalla Llamasoft di Jeff Minter. Il gioco fu commercializzato in due versioni, per Commodore 64 e per i computer Atari 8-bit. Nel 2000 la RetroSpec ne ha proposto un remake per PC.
Attack of the Mutant Camels acquisì lo status di "videogioco cult", nonostante fosse decisamente semplice, quasi primitivo, anche rispetto agli standard dell'epoca. Come lo stesso Minter ebbe ad ammettere, "...i cammelli non sono disegnati particolarmente bene, e in effetti sembrano più due uomini grassi con addosso un costume da cammello".

## Modalità di gioco
Come Defender, può essere classificato come sparatutto a scorrimento orizzontale. L'ambientazione, al confine fra fantascienza, surrealismo e umorismo, è ispirata alla sequenza iniziale del film L'Impero colpisce ancora (uscito pochi anni prima del gioco). Come Luke Skywalker sul pianeta ghiacciato Hoth, il giocatore pilota un piccolo caccia che deve fronteggiare enormi cammelli alieni che sparano palle di fuoco dalla bocca. Per ogni cammello abbattuto, nuovi ne entrano sullo schermo; non accade nient'altro. Come nella tradizione dei giochi di Minter, la velocità dell'azione è molto elevata. 

## Eredità
Del gioco fu realizzato anche un seguito, Revenge of the Mutant Camels (La vendetta dei cammelli mutanti), di natura ancora più spiccatamente umoristica e surreale.
Il successo dei "cammelli mutanti" fu tale che in seguito un altro gioco di Minter, Matrix (della serie Gridrunner), venne commercializzato negli Stati Uniti col titolo Attack of the Mutant Camels.
Nel 2011, Attack of the Mutant Camels è stato scelto per far parte della mostra The Art of Video Games presso lo Smithsonian Institution.
Nel 2012 il codice sorgente assembly della versione Konix Multisystem è stato distribuito su GitHub.